# Giustizierato d'Abruzzo
Il giustizierato d'Abruzzo (in latino: Justitiaratus Aprutii apud Sulmonam) fu un distretto amministrativo del Regno di Sicilia istituito nel 1233 da Federico II. Il giustizierato aveva come capoluogo Sulmona.

## Storia
In epoca longobarda il suo territorio era diviso tra i due ducati di Spoleto e di Benevento ed era costituito da sette gastaldati; con la costituzione formale del 1233 viene per la prima volta identificato il territorio di quello che sarà successivamente conosciuto come Abruzzo. Il 5 ottobre 1273 re Carlo I d'Angiò, con il diploma di Alife, considerandolo troppo esteso per essere ben governato, lo suddivise in Aprutium ultra flumen Piscariae e Aprutium citra flumen Piscariae, ovvero Abruzzo Ultra (a nord) e Abruzzo Citra (a sud). Il confine tra i due nuovi giustizierati era segnato dal fiume Pescara.